# Oleksandr Karawajew
Oleksandr Oleksandrowytsch Karawajew (ukrainisch Олександр Олександрович Караваєв; englische Transkription Oleksandr Karavayev; * 2. Juni 1992 in Cherson, Ukraine) ist ein ukrainischer Fußballspieler, der für Sorja Luhansk in der Premjer-Liha, der höchsten ukrainischen Spielklasse, spielt.

## Sportliche Laufbahn

### Vereine
Karawajew hat seit 2009 einen Profivertrag mit dem Schachtar Donezk und ist seit 2017 an den türkischen Verein Fenerbahçe Istanbul ausgeliehen. Zuvor war er von 2012 bis 2014 bereits an den PFK Sewastopol und von 2014 bis 2017 an Sorja Luhansk ausgeliehen.

### Nationalmannschaft
Oleksandr Karawajew bestritt 24 Länderspieleinsätze für die ukrainische U-21-Nationalmannschaft und bisher drei Länderspieleinsätze für die Fußballnationalmannschaft der Ukraine.
Bei der Fußball-Europameisterschaft 2016 wurde Karawajew als Mittelfeldspieler ins EM-Aufgebot der Ukraine aufgenommen, kam jedoch im Turnier nicht zum Einsatz.
Bei der Europameisterschaft 2021 stand er im Aufgebot der Ukraine, die im Viertelfinale gegen England ausschied.